# Ольшевниця-Стара
Ольшевниця-Стара (пол. Olszewnica Stara) — село в Польщі, у гміні Велішев Леґьоновського повіту Мазовецького воєводства.
Населення — 774 особи (2011).
У 1975-1998 роках село належало до Варшавського воєводства.

## Демографія
Демографічна структура станом на 31 березня 2011 року:
|          | Загалом | Допрацездатний вік | Працездатний вік | Постпрацездатний вік |
| -------- | ------- | ------------------ | ---------------- | -------------------- |
| Чоловіки | 390     | 106                | 263              | 21                   |
| Жінки    | 384     | 86                 | 240              | 58                   |
| Разом    | 774     | 192                | 503              | 79                   |